# Leo Wery
Leo Wery, właśc. Leonard Hugo Wery (ur. 27 marca 1926 w Hadze, zm. 29 sierpnia 2019 w Wassenaar) – holenderski hokeista na trawie. Występował na pozycji napastnika.
Wery wraz z reprezentacją Holandii w hokeju na trawie wystąpił podczas Letnich Igrzysk Olimpijskich 1952 w Helsinkach. Podczas rozgrywek uczestniczył we wszystkich trzech meczach, gdzie on strzelił jeden gol. W ciągu tych igrzysk udało się mu i  jego reprezentacji osiągnąć 2. miejsce i srebrny medal.